# 吴诜
吴诜，唐朝将领和官员。兴元元年（784年），泾原兵变时为神策军兵马使，在李晟麾下为将，参与收复京师长安。贞元三年（787年）三月，为福建观察使。到任后福建兵乱，吴诜被逐。浙东观察使皇甫政领兵镇压。太子宾客吴凑继任福建观察使。